# Taenaris mailua
Taenaris mailua is een vlinder uit de familie Nymphalidae. De wetenschappelijke naam van de soort is voor het eerst geldig gepubliceerd in 1897 door Henley Grose-Smith.